# Sitio de Port Royal
El Sitio de Port Royal (5-13 de octubre de 1710), también conocido como la Conquista de Acadia, fue una operación militar llevada a cabo por unidades regulares y provinciales británicas mandadas por Francis Nicholson contra las fuerzas que comandaba Daniel d'Auger de Subercase, la guarnición acadiana de Port Royal —capital de Acadia— y la Confederación Wabanaki.
El asedio fue el tercer intento británico durante la guerra de la Reina Ana de capturar la capital acadiana y tuvo profundas consecuencias durante los siguientes cincuenta años. La conquista fue un elemento importante en el planteamiento de los asuntos relacionados con Norteamérica que negociaron británicos y franceses en los tratados de 1711-1713. El resultado fue la creación de una colonia —Nueva Escocia— y suscitó importantes dudas sobre el futuro de los acadianos y los micmac que habitaban la región.
La conquista de Acadia fue un hito trascendental en la historia del Estado canadiense —fue la precursora de las conquistas británicas de Luisburgo y Quebec— y, desde un punto de vista más general, significó el principio del fin del poderío francés en América del Norte.

## Antecedentes
Port Royal fue la capital de la colonia francesa de Acadia casi desde el momento en que los primeros franceses comenzaron a asentarse en el área en 1604. Por esta razón, fue uno de los lugares donde se centró el conflicto entre los colonos ingleses y franceses a lo largo del siglo XVII. Fue destruida por las fuerzas inglesas de Samuel Argall en 1613, pero los franceses la reconstruyeron. La Provincia de la Bahía de Massachusetts se apoderó en 1690 de la ciudad, que fue devuelta a los franceses de acuerdo a lo estipulado en el Tratado de Ryswick.

### Primeras expediciones
Cuando estalló la Guerra de sucesión española en 1702, los colonos de ambos bandos se prepararon para una eventual confrontación. El gobernador de Acadia, Jacques-François de Monbeton de Brouillan, ya había comenzado la construcción de un fuerte de piedra y tierra en 1701 en previsión de la guerra, fuerte que fue completado casi del todo para 1704. Luego de un ataque francés contra Deerfield en la frontera con Massachusetts en febrero de 1704, los ingleses en Boston organizaron una incursión contra Acadia para mayo siguiente. Mandados por Benjamin Church, atacaron Grand Pré y otras comunidades acadianas. Las versiones francesas e inglesas de los hechos no concuerdan sobre si la expedición de Church asaltó o no Port Royal. La descripción de la expedición realizada por el propio Church indica que sus fuerzas anclaron en la bahía y sopesaron asaltar la localidad, pero finalmente decidieron no hacerlo; las fuentes francesas, sin embargo, aseguran que sí hubo un pequeño ataque.
Cuando Daniel d'Auger de Subercase asumió el cargo de gobernador de Acadia en 1706, pasó a la ofensiva: incitó a los nativos a realizar correrías contra objetivos ingleses de Nueva Inglaterra e incentivó a los corsarios de Port Royal para que acometiesen a los barcos mercantes de las colonias inglesas. Los corsarios fueron muy efectivos: la flota pesquera inglesa en el Gran Banco de Terranova perdió un 80 % de los barcos entre 1702 y 1707, y algunas comunidades costeras inglesas fueron saqueadas.
Los comerciantes ingleses de Boston habían comerciado con Port Royal desde antiguo, y las transacciones entre las dos poblaciones habían continuado de manera ilegal después de comenzada la guerra. No obstante, la guerra perjudicaba la relación comercial y algunos de los comerciantes comenzaron a hacer llamados muy firmes para que se tomase alguna acción contra los franceses; la opinión pública de Massachusetts se mostró muy indignada ante la insuficiencia de las defensas de la provincia para detener las incursiones francesas e indias. El gobernador de Massachusetts, Joseph Dudley, había realizado varios infructuosos pedidos a Londres para que se le enviase ayuda, y finalmente decidió actuar de manera independiente para desmentir las acusaciones de que era cómplice del contrabando. En la primavera de 1707, autorizó una expedición contra Port Royal. Esta intentó tomar la localidad en dos ocasiones; por una serie de razones, ambos intentos fracasaron pese a que la expedición contaba con una superioridad numérica significativa frente a los defensores de la plaza.

### Organización de la expedición británica

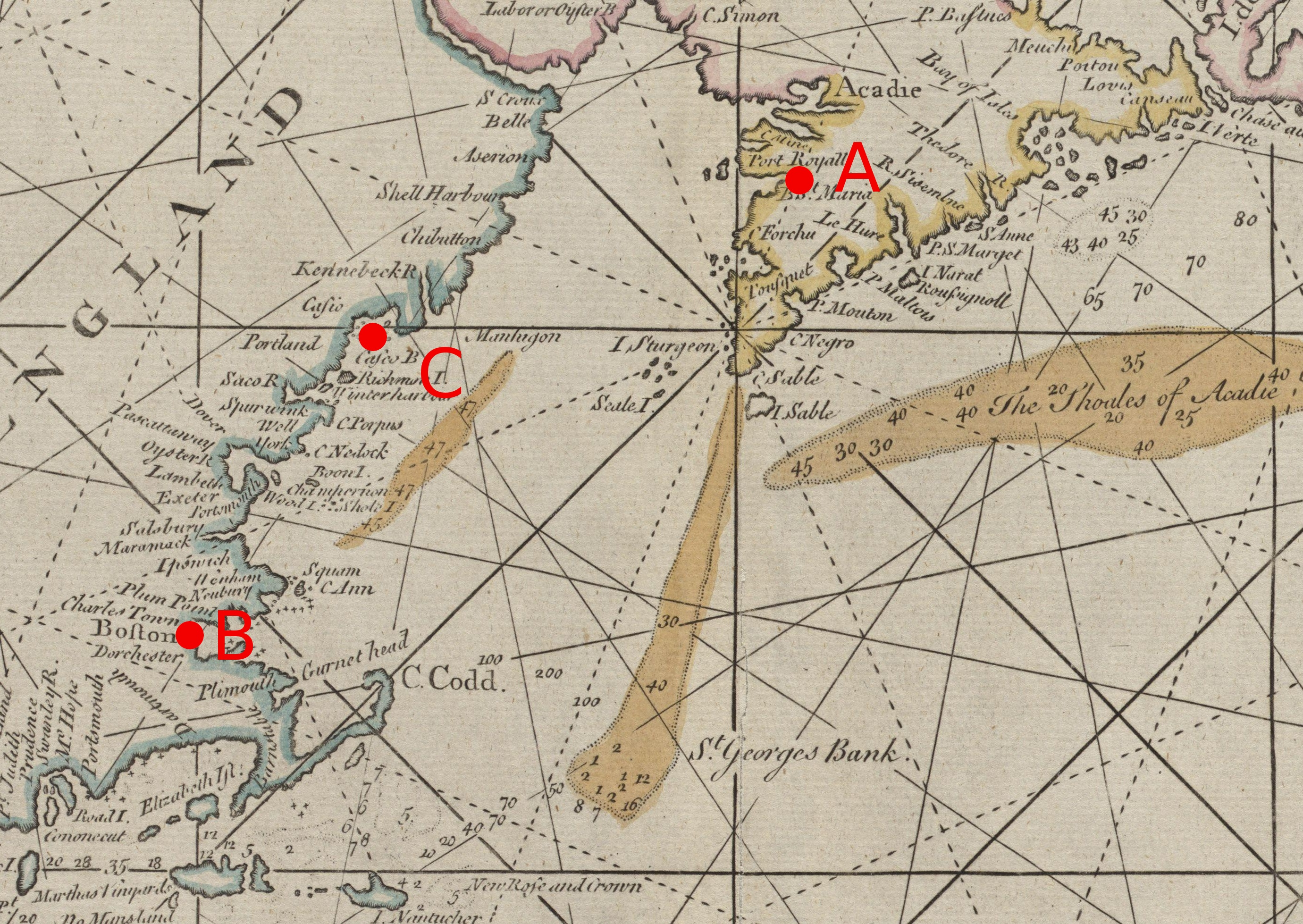
Detalle de un mapa con notas de 1713 que muestra el este de Nueva Inglaterra y Nueva Escocia/Acadia. Port Royal está en el punto A, Boston en B, y Casco Bay en C.

En los años siguientes, Francia no logró enviar apoyo a Acadia, mientras que los británicos movilizaron fuerzas más grandes y mejor organizadas para el conflicto en América del Norte. Samuel Vetch, un empresario escocés con relaciones con las colonias, viajó a Londres en 1708 y encareció a la reina Ana la conveniencia de otorgar el apoyo militar necesario para la conquista de Nueva Francia. La soberana autorizó una «gran empresa» para conquistar Acadia y Canadá en 1709, que fue cancelada posteriormente cuando la promesa de apoyo militar no llegó a materializarse. Vetch y Francis Nicholson —un inglés que anteriormente había sido gobernador de las colonias de Maryland y Virginia— regresaron entonces a Inglaterra y solicitaron nuevamente el apoyo de la reina. Les acompañaron a la capital británica cuatro jefes indios, que causaron sensación en Londres. Nicholson y Vetch defendieron con éxito los intereses coloniales británicos y obtuvieron la ayuda militar necesaria para atacar Port Royal.
Nicholson llegó a Boston el 15 de julio de 1710, con el cargo de «general y comandante en jefe de todas las fuerzas destinadas a la expedición diseñada para la reducción de Port Royal en Nueva Escocia». Además de cuatrocientos infantes de marina que vinieron de Inglaterra, cuatro provincias de Nueva Inglaterra enviaron regimientos de milicias para participar en la expedición: Massachusetts aportó novecientos milicianos; Rhode Island, ciento ochenta; Connecticut, trescientos; y Nueva Hampshire, cien. Algunas de las tropas provinciales recibieron nociones de poliorcética de Paul Mascarene, un oficial hugonote del Ejército británico. Se reclutó también una banda de iroqueses para que sirviesen de exploradores a la expedición. Cuando la flota zarpó el 29 de septiembre, se componía de treinta y seis transportes, dos bombardas y cinco buques de guerra. Dos de los barcos, el HMS Falmouth y el HMS Dragon, fueron enviados desde Inglaterra, mientras que el HMS Feversham y el HMS Lowestoft llegaron de Nueva York para unirse al HMS Chester, el cual ya se encontraba en Boston. Nicholson envió de avanzadilla al HMS Chester para bloquear Digby Gut, localidad que controlaba el acceso marítimo a Port Royal.

### Defensas de Port Royal

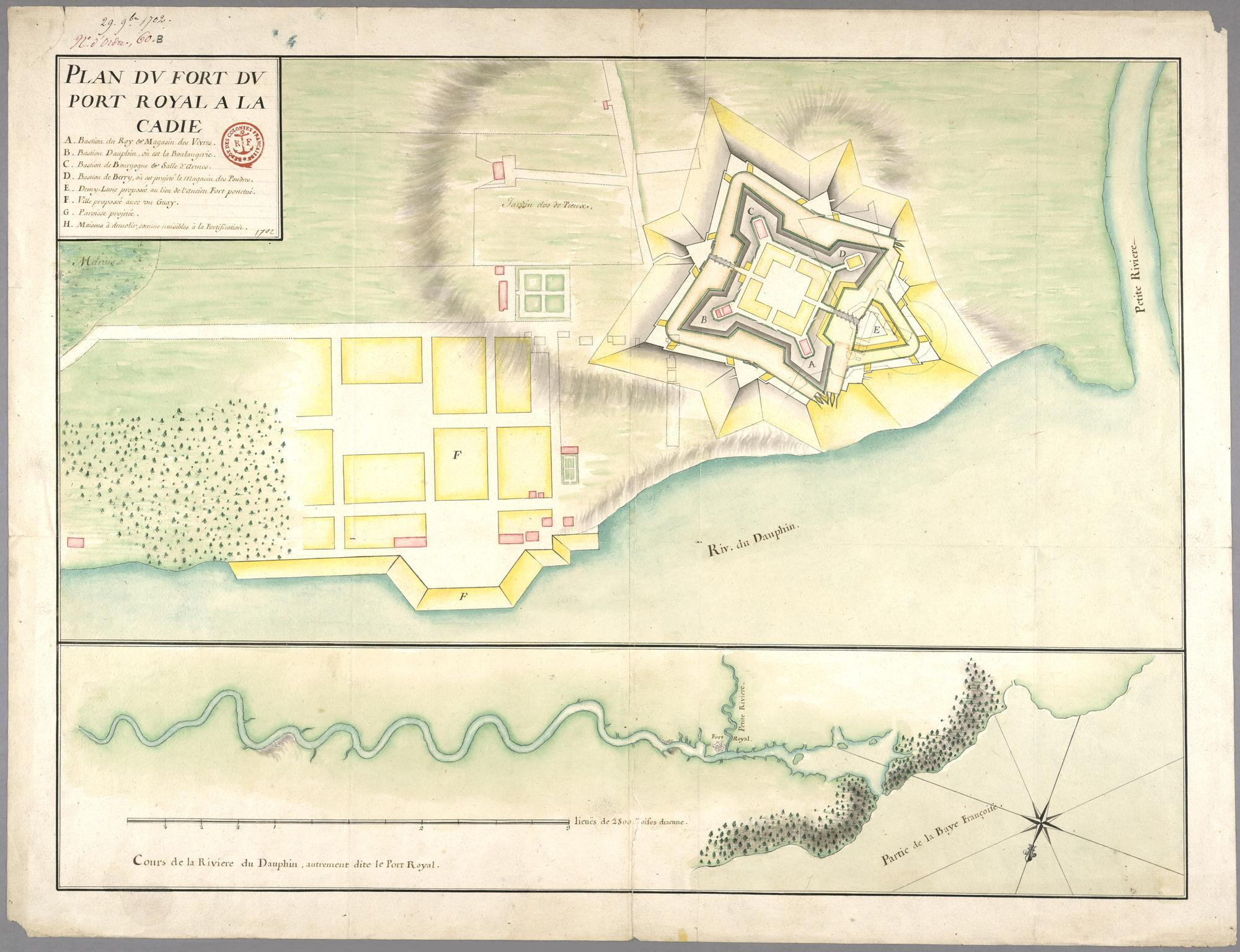
Plano de Port Royal trazado por un ingeniero militar, 1702.

Defendían Port Royal unos trescientos soldados, muchos de los cuales eran reclutas bisoños venidos de Francia. Subercase había tomado medidas para mejorar las defensas después de los asedios de 1707, construyendo un nuevo polvorín a prueba de bombas y cuarteles en 1708, y talando árboles de las orillas del río para privar de su protección a los atacantes. Completó además la construcción de otro buque para participar en la defensa marítima de la plaza, y contrató corsarios, que hostigaron con mucho éxito a los barcos pesqueros y cargueros de Nueva Inglaterra. Descubrió gracias a prisioneros capturados por los corsarios que los británicos estuvieron constantemente preparando planes para volver a atacar Port Royal entre 1708 y 1709.

## Asedio
Mientras la flota avanzaba rumbo al norte, la alcanzó un paquebote enviado por el capitán Thomas Matthews, del Chester. El barco llevaba a bordo desertores franceses, que comunicaron el desánimo en que se encontraba la guarnición francesa. Nicholson mandó adelantarse al barco, al que acompañó uno de los transportes; al arribar a Digby Gut les disparó una partida de mi'kmaq desde la orilla. Aunque los barcos respondieron con algunas descargas de sus cañones, el choque no causó bajas a ninguno de los dos bandos. El 5 de octubre, llegó el grueso de la flota británica a la isla de la Cabra, situada a unos diez kilómetros al sur de Port Royal. Esa misma tarde, encalló el transporte Caesar al intentar penetrar en el Annapolis y acabó lanzado contra los arrecifes. En el accidente perecieron el capitán, parte de la tripulación y veintitrés soldados; un capitán de compañía y otros veinticinco personas lograron salvarse.

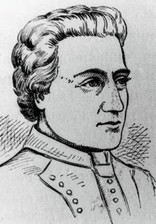
Daniel d'Auger de Subercase, gobernador de Acadia entre 1706 y 1710.

Al día siguiente, el 6 de octubre, infantes de marina británicos comenzaron a desembarcar tanto al norte como al sur de la fortaleza y del pueblo. El grupo del norte se reforzó con cuatro regimientos de Nueva Inglaterra mandados por el coronel Vetch, mientras que Nicholson dirigió al resto de las tropas de Nueva Inglaterra como parte del grupo desplegado al sur. Los desembarcos tuvieron lugar sin sobresaltos, y al fuego del fuerte le respondió a distancia una de las bombardas. Aunque descripciones posteriores del asedio aseguran que el destacamento de Vetch formaba parte de un plan estratégico para rodear el fuerte, las descripciones contemporáneas indican que Vetch quería tener un mando que fuera relativamente independiente del de Nicholson y esta fue la razón de la formación de dos grupos de tropas. Estas mismas descripciones del asedio afirman que Vetch nunca estuvo al alcance de los cañones del fuerte hasta luego de terminado el asedio; sus intentos de colocar una batería de morteros en un terreno lodoso en la orilla del arroyo de Allain más alejada del fuerte fueron desbaratados a cañonazos por los franceses. El grupo meridional se enfrentó al hostigamiento guerrillero llevado a cabo por los defensores acadianos y los indios en las cercanías del fuerte; estos disparaban armas de fuego desde casas y zonas boscosas y contaban con la colaboración del fuerte, que también disparaba contra el enemigo. Los defensores causaron la muerte de tres británicos, pero no lograron evitar que la fuerza británica proveniente del sur estableciera un campamento a unos cuatrocientos metros del fuerte.
En el curso de los siguientes cuatro días, los británicos desembarcaron sus cañones y los llevaron al campamento. El fuego desde el fuerte y sus aliados en el exterior continuó, y las bombardas castigaron el interior del fuerte con sus disparos todas las noches. Con la inminente terminación de la colocación de las nuevas baterías británicas en tierra, Subercase envió a un oficial a negociar el 10 de octubre. Las negociaciones comenzaron mal ya que el oficial no fue anunciado adecuadamente por un tambor, y no fructificaron. Los dos bandos terminaron tomando a un oficial contrario como rehén, principalmente por cuestiones de etiqueta militar, y los británicos continuaron el asedio.
Para el 12 de octubre, las trincheras de asedio habían avanzado y los cañones que se encontraban a trescientos metros del fuerte abrieron fuego. Nicholson exigió a Subercase que se rindiera y se reanudaron las negociaciones. Al final del día, las partes llegaron a un acuerdo sobre los términos de la capitulación, que se firmó oficialmente al día siguiente. Se le permitió a la guarnición abandonar el fuerte con todos los honores de guerra, con «sus armas y bagajes, al toque de los tambores y ondeando sus estandartes». Los británicos transportarían a la guarnición a Francia, y hubo cláusulas específicas en la capitulación para proteger a los residentes. Estas condiciones garantizaban que a los habitantes que residiesen a tiro de cañón del fuerte se les permitiera quedarse en sus tierras hasta dos años si así lo deseaban, siempre y cuando estuviesen dispuestos a jurar lealtad a la Corona británica.

## Consecuencias

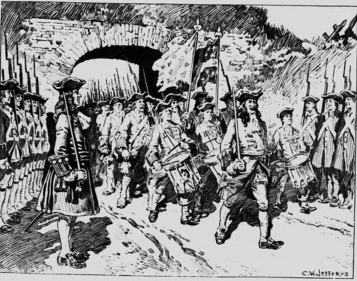
Evacuación de Port Royal, 1710 por C. W. Jefferys.

Los británicos tomaron posesión formal de Port Royal luego de una ceremonia llevada a cabo el 16 de octubre, en la cual renombraron a la localidad como Annapolis Royal en honor de su reina. Samuel Vetch asumió el cargo de gobernador de Nueva Escocia. Massachusetts y Nuevo Hampshire proclamaron un día de acción de gracias.

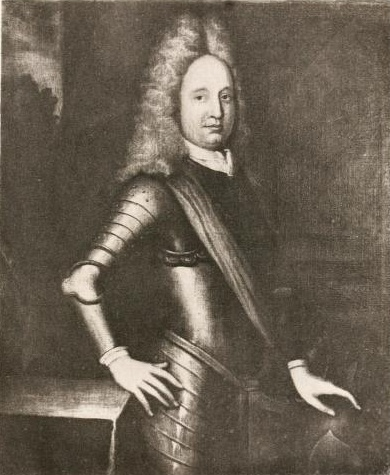
Samuel Vetch se convirtió en el primer gobernador de Nueva Escocia.

El primer intento francés de recuperar Annapolis Royal tuvo lugar al año siguiente. Después de una escaramuza en la cual un grupo de soldados británicos cayó en una emboscada, Bernard-Anselme d'Abbadie de Saint-Castin encabezó una fuerza de doscientos acadianos y guerreros micmac que asedió infructuosamente el fuerte.
La toma de Port Royal puso fin al dominio francés de la península de Acadia, y a partir de la misma comenzó una lucha por el control del territorio que duró hasta la victoria británica en la guerra de los Siete Años. La situación de Acadia fue uno de los asuntos más discutidos en las negociaciones que llevaron al Tratado de Utrecht, y casi motivó la reanudación de los combates. Los negociadores franceses no pudieron recuperar Acadia, pero sí lograron retener Isle Saint-Jean (la actual isla del Príncipe Eduardo) e Île Royale, (actual isla del Cabo Bretón), que permitieron que los franceses siguiesen teniendo acceso a importantes caladeros del Atlántico.
Los habitantes de Acadia quedaron en una posición difícil tras la conquista. Los británicos les exigieron en numerosas ocasiones que realizasen juramentos de lealtad a la Corona británica, pero muchos se rehusaron a hacerlos, ya que les obligaban a tomar las armas contra los franceses, y prefirieron declararse neutrales. Por esta y otras razones, cientos de acadianos abandonaron la península a lo largo de la década siguiente. La mayoría de ellos evitaron asentarse en las principales colonias francesas y eligieron la isla del Príncipe Eduardo (aún en posesión de los franceses, con el nombre de Isle Saint-Jean).
La frontera de Acadia no fue demarcada de manera formal en el Tratado de Utrecht, lo que se convirtió en una constante fuente de fricción entre británicos y franceses, en especial en el istmo de Chignecto, que los dos bandos fortificaron. Los franceses interpretaron que la frase «fronteras antiguas» del tratado hacía que la región se limitase únicamente a la península de Nueva Escocia, y excluía así el territorio continental entre Nueva Inglaterra y el río San Lorenzo, la isla St. Jean, y el cabo Bretón. Esto permitió a los pueblos amerindios de los abenaquis, maliseet y micmacs mantenerse independientes y recuperar sus antiguos territorios de caza.
En 1746, los franceses organizaron una gran expedición al mando del duque de Anville. Los efectivos de esta eran veinte navíos de línea, veintiuna fragatas, treinta y dos transportes, ochocientos cañones, tres mil soldados y diez mil marineros. Su objetivo era recuperar Luisburgo y, a continuación, Annapolis Royal. Sin embargo, la flota tardó tres meses en realizar la travesía del Atlántico y quedó dispersada entre la isla Sable y el continente; fracasada la operación, los franceses descartaron nuevos intentos de retomar Port Royal.
La disputa por el dominio del territorio continuó hasta la conquista británica de Nueva Francia en 1760; la frontera oficiosa establecida entre franceses y británicos a lo largo del Missaguash) más tarde sirvió de línea de separación entre las provincias canadienses de Nueva Escocia y Nuevo Brunswick.

## Más información
- Society of Colonial Wars (1897). Publications of the Society of Colonial Wars, Number 3 (en inglés). Boston: self-published. OCLC 5250963. Contiene listas de reclutamiento y otros documentos relacionados con la participación de Massachusetts, al igual que una versión oficial de la expedición.

- Datos: Q3078994